# 중국의 피라미드

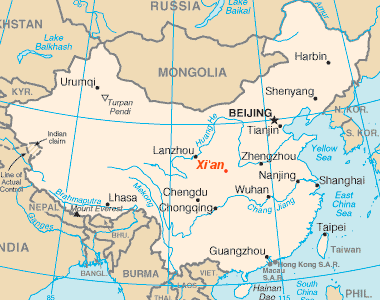
중국의 피라미드 중 가장 많은 피라미드가 있는 시안시

중국의 피라미드라 불리는 것은 사실 고대의 토루로 대부분이 묘지로 쓰인 것이 아니다. 이 피라미드의 대다수가 중국 중부 산시성의 시안시의 반경 100킬로미터 이내의 진천 평원에 있다. 서양에는 최소 한 세기전부터 알려져 있었지만, 그 존재는 인기몰이 위주의 선전과 몇몇 정치제도 때문에 발생한 중국 고고학의 문제점들로 인해 논쟁거리가 되고 있다.

## 서양에서의 인지
중국의 피라미드가 대중에게 소개된 것은 두 단계로 나뉜다. 가장 처음에는 “거대한 백색 피라미드”의 존재에 초점이 맞춰져 있었다. 미국 공군의 조종사 제임스 가우스맨이 세계 2차대전 당시 중국과 인도 사이를 비행하면서 꼭대기가 보석으로 장식된 흰 피라미드를 봤다고 전해지나, 실은 이 일화에는 증거가 없으며, 1945년에는 미국 공군이(역자 주: 아마 US Air Force라고 불리는 공군을 의미한다고 추정) 존재하지 않았다. 현재는 이 가우스맨 일화가 트랜스월드 항공사(Trans World Airlines)의 극동지역 국장이었던 모리스 셰한 대령의 증언을 토대로 하고 있다고 여겨진다. 그는 1947년 3월 28일자 뉴욕타임즈 지에 피라미드를 목격했음을 증언했고, 1947년 3월 30일자 뉴욕타임즈 일요신문에 셰한이 찍은 피라미드 사진이 실렸다. 이 사진이 후에는 제임스 가우스맨이 찍었다고 여겨진 것이다. 크리스 마이어(Chris Maier)의 공로에 감사하며, 현재는 이 사진 속의 피라미드가 서안 외곽 너머에 있는 한 무제의 무릉 영묘로 알려지고 있다. 비주류 계열 작가인 하트위그 하우스도프와 필립 코펜즈가 대중의 관심을 끌어들였다.
이런 정반대의 주장에도 불구하고, 서양의 과학자들은 1947년에 위의 이야기가 알려지기 전에 이미 피라미드 모양의 고분의 존재를 알고 있었다. 뉴욕타임즈 지에 기사가 실린 직후에 싸이언스 뉴스레터(지금은 싸이언스 뉴스) 지는 짧은 기사를 출판했다. “그 지방의 중국 피라미드는 진흙과 흙으로 지어졌으며, 이집트의 피라미드보다는 고분에 가깝다. 이 지방에는 여행객이 거의 없었다. 이 지역에 방문했던 미국인 과학자들은 높이가 약 300m라고 추정했는데, 이것은 이집트의 피라미드보다 두 배 이상으로 높은 것이다. 이 추정은 과장된 것일 수 있는데, 이 지역에 지어진 대부분의 고분이 대체적으로 낮게 지어졌기 때문이다. 서안에서 남서쪽으로 40마일(약 65키로) 떨어진 이 장소는 고고학적으로 굉장히 중요한 지역에 있지만 실제로 탐사된 피라미드는 몇몇 없다.” 빅터 세갈런(Victor Segalen)은 1913년에 중국을 방문했으며 1914년판 미씨옹 아케올로지크 앙 쉰지에 ‘한나라 시절의 장례 방법'이란 기사로 초대황제의 고분(과 그 지역의 다른 고분들)에 대해 기술했다.
서안의 피라미드 일부는 현재 관광지가 되었고 몇몇 피라미드에는 작은 박물관까지 붙어있다.

## 중국 고분의 발달
중국 고분에는 최소 상나라 주왕(紂王)까지 올라가는 긴 역사가 있다.

## 중국 피라미드의 목록
- 소호능(少昊陵). 산둥성(山东省) 취푸시(曲阜市)에 3황5제의 한 사람인 소호의 능이라고 알려진 작은 피라미드가 있다. 중국의 사서에 소호는 동이족이라고 알려져 있다. 취푸시는 공자의 고향이며, 그의 묘인 공묘가 있다.
- 내몽골 피라미드. 아오한기(敖漢旗)의 스쟈지(四家子) 마을에서 북쪽으로 1킬로미터 떨어진 곳에 위치한 5000년 전의 건축물. 빗살무늬 토기를 쓰던 북방인 홍산문화의 자취로서. 우하량에 있는 유적에도 3층 규모 적층 피라미드 구조가 하나 있다.
- 중국 랴오닝성 자오양시 커러친쭤이 몽골족 자치현 산쥐지진의 피라미드. 5500년 전에 제작되었으며 내몽골 피라미드와 같은 구조다.
- 무릉 영묘. 전한 무제와 가족 일원 몇과 피보호자의 무덤이다.
- 양릉 영묘. 무제의 아버지, 전한 경제의 무덤이다.
- 진시황 영묘. 중국 최대의 영묘이다.
- 당십팔릉. 진령 산맥의 북쪽, 위강유역에 위치. 이 중 일부는 중국 최대 영묘에 속한다. 그 예로는 당 고종과 무측천의 합장묘인 건릉이 있는데, 이 묘는 자연적인 언덕을 사람이 깎은 것이다.
- 집안 장군총(將軍塚). 위치는 만주지역, 길림성 집안, 고구려 환도산성(丸都山城) 아래 피라미드 군락에 있는데 일부는 “장군의 묘.” 고구려 장수왕(長壽王,413-491)의 영묘로 알려져있다. 세계문화유산으로 등록된 고대 고구려의 수도와 무덤에 속한다. 근처에는 광개토태왕(廣開土太王,391-413)의 묘로 알려진 태왕릉(太王陵)이 있다. 태왕릉은 장군총보다 2배는 크지만 모양이 좋지 않아, 장군총이 관광명소로 관광객을 더 끌고 있다. 특히 일정한 구역의 지면에 구덩이를 파거나 구덩이 없이 시체를 놓고 그 위에 돌을 쌓아 묘역을 만든 무덤 즉, 돌무지 무덤으로 적석총(積石塚)이라 구별되고 있다.
- 당항묘. 중국 북서부 녕하 지역의 은천시 근처에 위치. 이 중 다수가 50 km2 내에 있어 ‘중국 피라미드’라 불린다.

## 같이 보기
- 이집트의 피라미드
- 프랑스의 피라미드
- (영어) Full Map of Chinese Pyramids